# Milena Todorova
Milena Todorova, född 18 januari 1998, är en bulgarisk skidskytt.
Todorova medverkade i OS 2018 och OS 2022. I världscupen har hon en individuell pallplacering som kom i sprinten den 9 januari 2025.